# Grammangis
Grammangis – rodzaj roślin z rodziny storczykowatych (Orchidaceae). Obejmuje 2 gatunki rosnące w lasach na wysokościach do 1300 m n.p.m. Oba gatunki są endemitami występującymi na Madagaskarze.

## Systematyka
Rodzaj sklasyfikowany do podplemienia Eulophiinae w plemieniu Cymbidieae, podrodzina epidendronowe (Epidendroideae), rodzina storczykowate (Orchidaceae), rząd szparagowce (Asparagales) w obrębie roślin jednoliściennych.
Wykaz gatunków
- Grammangis ellisii (Lindl.) Rchb.f.
- Grammangis spectabilis Bosser & Morat